# Irish Dairy Board
L'Irish Dairy Board (irlandais : An Bord Bainne) (Office des produits laitiers irlandais) est une entreprise publique de l'Irlande sous forme de coopérative agricole. L'entreprise possède la marque de beurre Kerrygold. L'office fut créé par une loi de l'Oireachtas, en remplacement du Butter Marketing Committee, pour centraliser la promotion des produits laitiers irlandais à l'étranger ainsi que pour réaliser des économies d'échelle et la reconnaissance de la marque. À l'époque de la création de l'office, le marché de la Communauté économique européenne était fermé au beurre irlandais tandis que le Royaume-Uni limitait l'importation par des quotas. 
En outre, les produits agricoles irlandais étaient généralement expédiés en gros pour  être transformés et conditionnés par des compagnies britanniques et vendus sous des marques britanniques. Cela signifiait que la valeur ajoutée des produits se faisait hors d'Irlande.
Le nom Kerrygold fut sélectionné pour évoquer « l'agriculture, le naturel, la qualité du produit et surtout la qualité du lait » tout en rappelant l'origine irlandaise en évoquant le comté de Kerry. En octobre 1962, l'office fit un test concluant de la marque dans les environs de Winter Hill dans le Nord-Ouest de l'Angleterre. Depuis, la marque est un acteur majeur sur le marché britannique, associé à une réputation de qualité.